# Imbert Dupuis
Imbert Dupuis (ur. w XIII wieku w Montpellier – zm. 26 maja 1348 w Awinionie) – krewny papieża Jana XXII, który na konsystorzu 18 grudnia 1327 mianował go kardynałem prezbiterem SS. XII Apostoli. Uczestniczył w konklawe 1334 i konklawe 1342. Kamerling Św. Kolegium Kardynałów od 11 lipca 1340. W 1340 został kardynałem protoprezbiterem. Zmarł w Awinionie, będąc już w bardzo zaawansowanym wieku.